# دربندی
دربندی، روستایی است از توابع بخش مرکزی شهرستان قوچان در استان خراسان رضوی ایران.

## جمعیت
این روستا در دهستان قوچان عتیق قرار داشته و براساس سرشماری سال ۱۳۸۵جمعیت آن ۱۲۶ نفر (۲۷ خانوار) بوده‌است. البته این روستا در حال حاضر جزو توابع شهرستان درگز می‌باشد